# Биково (Томський район)
Би́ково (рос. Быково) — присілок у складі Томського району Томської області, Росія. Входить до складу Зоркальцевського сільського поселення.

## Населення
Населення — 7 осіб (2010; 8 у 2002).
Національний склад (станом на 2002 рік):
- росіяни — 100 %